# Mario Melis
Mario Melis (né le 10 juin 1921 à Tortolì, mort le 1er novembre 2003 à Nuoro) est un homme politique italien, membre du Parti sarde d'action.
Maire d'Oliena puis conseiller de Nuoro, il est élu conseiller régional des VIe, VIIIe et IXe législatures. Il devient président de la région Sardaigne en 1982 puis de 1984 à 1989. Sénateur de la VIIe législature et député de la IXe législature, il a été député européen de 1989 à 1994, succédant à Michele Columbu.